# 27716 Nobuyuki
27716 Nobuyuki (1989 CX1) là một tiểu hành tinh vành đai chính được phát hiện ngày 13 tháng 2 năm 1989 bởi T. Seki ở Geisei.